# Chorwackie Siły Zbrojne
Chorwackie Siły Zbrojne (chorw. Hrvatske oružane snage) – siły zbrojne Niepodległego Państwa Chorwackiego utworzone 20 listopada 1944 r. z połączenia ostro ze sobą rywalizujących formacji Hrvatsko domobranstvo i Sił Zbrojnych Ustaszy. Do końca 1944 utworzono 16 dywizji.

## Dywizje
| Nazwa dywizji                      | Dowódca                                | Skład                                                                            | Sztab                | Miejsce stacjonowania                                                                                       |
| ---------------------------------- | -------------------------------------- | -------------------------------------------------------------------------------- | -------------------- | --- |
| 1. hrvatska udarna (w organizacji) |                                        |                                                                                  |                      | |
| 2. hrvatska                        | generał Mirko Gregurić                 | 20. (zagrebački) pješački zdrug XX. (zagrebački) ustaški zdrug XV. ustaški zdrug | Zagrzeb              | Ivančica, Krapina, Samobor, Klinča selo, Kravarsko, Turopolje, Sesvete, Kašina, Zlatar                      |
| 3. hrvatska                        | generał Stjepan Mifek                  | 8. lovački zdrug II. ustaški zdrug XIII. ustaški zdrug                           | Vinkovci             | Velika župa Vuka, Baranja, Čađavica, Čačinci, Levanjska Varoš, Vrpolje, Babina Greda, Sawa                  |
| 4. hrvatska                        | generał Antun Nardelli                 | 7. lovački zdrug VIII. ustaški zdrug 14. pješački zdrug                          | Dvor na Uni          | Turopolje, Lekenik, Žirovac, Mrazovac, Rašće                                                                |
| 5. hrvatska                        | ustaški pukovnik Rafael Boban          | V. ustaški stajaći zdrug 11. pješački zdrug                                      | Bjelovar             | Drawa, Ludbreg, Križevci, Čazma, Moslavačka gora, Grubišno polje, Virovitica                                |
| 6. hrvatska                        | generał Vladimir Metikoš               | X. ustaški zdrug 15. pješački zdrug                                              | Banja Luka           | Pakrac, Garešnica, Voloder, Sunja, Dubica, Prijedor, Krupa, Kotor Varoš, Hrvaćani, Vrbas, Medari, Dragalić  |
| 7. hrvatska                        | generał Stjepan Peričić                | 1. gorski zdrug 4. gorski zdrug                                                  | Nova Kapela, Batrina | Brod, Kutjevo, Velika, Pakrac, Medari, Sawa                                                                 |
| 8. hrvatska                        | generał Roman Domanik                  | I. ustaški zdrug XI. ustaški zdrug 18. posadni zdrug                             | Sarajewo             | Javor planina, Krivaja, Nemila, Travnik, Gornji Vakuf, Kreševo, Bjelašnica, Foča                            |
| 9. hrvatska                        | generał Božidar Zorn                   | 2. gorski zdrug VI. ustaški zdrug IX. ustaški zdrug                              | Mostar               | Bjelašnica, Vranica, Kupres, Livno, Sinj, Split                                                             |
| 10. hrvatska                       | generał Ivan Tomašević                 | 10. lovački zdrug VII. ustaški zdrug                                             | Skočaj               | Pećigrad, Bužim, Otoka, Palanka, Srnetica, Šator planina, Svilaja, Trogir, Zadar, Gračac, Korenica, Drežnik |
| 11. hrvatska                       | ustaški pukovnik Juraj (Juco) Rukavina | IV. ustaški zdrug XVIII. ustaški zdrug                                           | Gospić               | Novi, Drežnica, Plaški, Jeziora Plitwickie, Bunić, Udbina, Lovinac, St. Grad                                |
| 12. hrvatska                       | pukovnik Slavko Cesarić                | 13. posadni zdrug XII. ustaški zdrug 3. gorski zdrug                             | Brczko               | Sawa, Bośnia do Modriče, Gračanica, Bukovi, Krivaja r., Krivaja, Drinjača, Drina                            |
| 13. hrvatska                       | ustaški pukovnik Tomislav Rolf         | III. ustaški zdrug 12. pješački zdrug XVII. ustaški zdrug                        | Karlovac             | Klinča selo, Živodina, Modruš, Slunj, Vrnograč, Topusko, Pisarovina                                         |
| 14. hrvatska                       | pukovnik Jaroslav Šotola               | XIV. ustaški zdrug 19. pješački zdrug                                            | Brod na Savi         | Linia kolejowa Zagrzeb – Zemun                                                                              |
| 15. hrvatska                       | generał Milan Čudina                   | XVI. ustaški zdrug 16. pješački zdrug                                            | Doboj                | Linia kolejowa Brod – Sarajewo                                                                              |
| 16. hrvatska doknadna              | generał Milivoj Durbešić               | 21. doknadni zdrug 23. doknadni zdrug XXI. ustaški doknadni zdrug                | Zagrzeb              | |